# Chihuahua (Chiapas)
Chihuahua es una localidad del estado mexicano de Chiapas. Es parte del municipio de La Trinitaria.

## Demografía
| Gráfica de evolución demográfica |
|                                  |

| Censo | Población |
| ----- | --------- |
| 1940  | 143       |
| 1950  | 293       |
| 1960  | 614       |
| 1970  | 643       |
| 1980  | 749       |
| 1990  | 984       |
| 2000  | 982       |
| 2010  | 1 088     |
| 2020  | 1 138     |